# Myrmarachne pinakapalea
Myrmarachne pinakapalea är en spindelart som beskrevs av Barrion, Litsinger 1995. Myrmarachne pinakapalea ingår i släktet Myrmarachne och familjen hoppspindlar. Inga underarter finns listade i Catalogue of Life.